# Hetairus unalaskensis
Hetairus unalaskensis is een garnalensoort uit de familie van de Hippolytidae.